# Andrés Bermúdez Viramontes
Andrés Bermúdez Viramontes (Jerez, Zacatecas, 2 de julio de 1950 - Houston, Texas, 5 de febrero de 2009) fue un empresario agrícola y polémico político mexicano, conocido popularmente como El Rey del Tomate. Fue diputado federal por el Partido Acción Nacional y antiguo miembro del Partido de la Revolución Democrática

## Biografía
Andrés Bermúdez ganó notoriedad debido a su historia, desde muy joven, al terminar la secundaria, emigró a Estados Unidos (como muchos de sus coterráneos, Zacatecas es el estado que mayor número de migrantes envía hacia Estados Unidos) y comenzó a trabajar en los campos agrícolas del sur de California, Bermúdez entonces ideó una máquina cosechadora que multiplicaba las ganancias de las plantaciones de tomate, las ganancias por su máquina lo llevaron a convertirse en empresario agrícola y a convertirse en millonario, algo extraordinario para un migrante. Durante su estancia en Estados Unidos fue miembro fundador y presidente del Club de Zacatecanos en San José, California.
En 2001 se interesó en la política mexicana, particularmente de su estado y desde California retorno para ser postulado por el Partido de la Revolución Democrática como candidato a Presidente Municipal de Jerez de García Salinas, Zacatecas su tierra natal, ganó la elección, sin embargo al no tener la residencia mínima de 1 año en la entidad que exigía la ley el Tribunal Electoral del Poder Judicial de la Federación lo inhabilitó para el cargo, que fue ocupado por su suplente. Tres años después, en 2004, pretendió nuevamente la candidatura del PRD, pero no logró ganar la elección interna, entonces se cambió al PAN que lo postuló candidato a la Presidencia Municipal y ganó la elección constitucional, para el periodo de 2004 a 2007.
Bermúdez fue el primer ciudadano estadounidense de origen mexicano, y por tanto con las dos nacionalidades, en ganar un puesto de elección popular.
En 2006 el mismo PAN lo postuló candidato a diputado federal por el II Distrito Electoral Federal de Zacatecas, ganando la elección para la LX Legislatura de 2006 a 2009, y dejando a su hermano Serafín a cargo de la Presidencia de Jerez. 
En la Cámara de Diputados siendo parte del grupo parlamentario del PAN, fue presidente de la Comisión de Población, Fronteras y Asuntos Migratorios durante el primer año de la legislatura 2006-2009; posteriormente fue secretario de la misma comisión.
Su carrera política ha sido muy polémica, debido a su carácter y forma de ser, así como a escándalos en los que se ha visto envuelto, tales como acusaciones de nepotismo, desvío de recursos, corrupción, entre muchos otros.[cita requerida]
En diciembre de 2007, diputados panistas realizaron una pastorela en la que se incluyó el clásico grito de ¡tiempo!, mediante el que el Bermúdez amedrentaba a los perredistas que tomaron la tribuna en 2006 y era el grito que el zacatecano lanzaba para presionar a los diputados que se excedían en el tiempo de uso de la tribuna.
Murió como consecuencia de linfoma, el 5 de febrero de 2009 en Houston, Texas.